# Новые Головчицы
Новые Головчицы (бел. Новыя Галоўчыцы) — деревня в Новосёлковском сельсовете Петриковского района Гомельской области Беларуси.
Кругом лес.

## География

### Расположение
В 53 км на север от Петрикова, 42 км от железнодорожной станции Муляровка (на линии Лунинец — Калинковичи), 204 км от Гомеля.

## Транспортная сеть
Транспортные связи по просёлочной, затем автомобильной дороге Комаровичи — Копаткевичи. Планировка состоит из прямолинейной меридиональной улицы, пересекаемой второй прямолинейной улицей. Застроена редко, преимущественно деревянными усадьбами. В 1992 году построены кирпичные дома на 50 квартир, в которых разместились переселенцы из загрязнённых радиацией мест после катастрофы на Чернобыльской АЭС.

## История
По письменным источникам известна с XIX века, когда переселенцы из деревни Головчицы основали здесь хутора. В 1908 году в Комаровичской волости Мозырского уезда Минской губернии. В 1918 году открыта школа, которая размещалась в наёмном крестьянском доме.
С 21 августа 1925 года до 5 сентября 1929 года центр Головчицкого, затем до 8 апреля 1965 года Новоголовчицкого сельсовета Копаткевичского, с 8 июля 1931 года Петриковского, с 12 февраля 1935 года Копаткевичского, с 25 декабря 1962 года Петриковского районов Мозырского (с 26 июля 1930 года и с 21 июня 1935 года до 20 февраля 1938 года) округа, с 20 февраля 1938 года Полесской, с 8 января 1954 года Гомельской областей.
В 1929 году деревня Головчицы разделена на две: Старые Головчицы и Новые Головчицы (бывшие хутора). В 1930 году организован колхоз «Новый пахарь», работала кузница. Во время Великой Отечественной войны партизаны разгромили гарнизон, созданный здесь оккупантами. Зимой 1943 года в деревне размещался штаб 125-й Копаткевичской партизанской бригады. В боях около деревни погибли 19 советских солдат и партизан (похоронены в братской могиле на северо-западной окраине). 43 жителя погибли на фронте. Согласно переписи 1959 года центр колхоза «Прогресс». Работают отделение связи, клуб, средняя школа, библиотека, фельдшерско-акушерский пункт, детский сад.

## Население

### Численность
- 2004 год — 119 хозяйств, 375 жителей.

### Динамика
- 1908 год — 35 дворов, 263 жителя.
- 1921 год — 61 двор, 383 жителя.
- 1959 год — 279 жителей (согласно переписи).
- 2004 год — 119 хозяйств, 375 жителей.